# Chironomus pallipes
Chironomus pallipes är en tvåvingeart som först beskrevs av Macquart 1826.  Chironomus pallipes ingår i släktet Chironomus och familjen fjädermyggor.
Artens utbredningsområde är Frankrike. Inga underarter finns listade i Catalogue of Life.